# Aube (Balibo)
Aube ist ein Ortsteil des osttimoresischen Ortes Balibo im Suco Balibo Vila (Verwaltungsamt Balibo, Gemeinde Bobonaro). Er liegt in einer Meereshöhe von 539 m in der Aldeia Amandato, östlich des Ortszentrums von Balibo. Die Straße nach Maliana führt durch den Ortsteil, in dem sich der Sitz des Sucos und die Prä-Sekundarschule befinden.